# Брешія (аеропорт)
Аеропорт Брешія імені Габріеле д'Аннунціо (італ. Aeroporto di Brescia, IATA: VBS, ICAO: LIPO), також відомий як Аеропорт Монтік'ярі, розташований в Монтік'ярі, на південний схід від міста Брешія, Італія. Поряд розташований аеропорт Мілан-Мальпенса, Мілан-Лінате, аеропорт Оріо-аль-Серіо та аеропорт Верона-Віллафранка.

## Історія
Аеропорт знаходиться на місці першої повітряної гонки в Італії, яка відбулась у вересні 1909 року, і це перший аеропорт, де проводився подібний захід за межами Франції. Середні інших, в гонці брали участь авіатори Луї Блеріо and Гленн Кертіс. 
Ryanair виконував регулярні рейси до аеропорту Лондон Станстед та аеропорту Кальярі-Елмас до жовтня 2010 року, коли авіакомпанія вирішила перенести свої рейси до аеропорту Верона-Віллафранка.
В 2016 році українська авіакомпанія Windrose Airlines почала виконувати регулярний рейс із аеропорту Івано-Франківськ до аеропорту Брешія. У 2017 році авіакомпанія переносить свій рейс до Брешії із Івано-Франківська до Міжнародного аеропорту "Львів".

## Авіалінії та напрямки

### Пасажирські
| Авіакомпанія      | Пункт призначення |
| ----------------- | ----------------- |
| Windrose Airlines | Львів             |